# إعصار استوائي

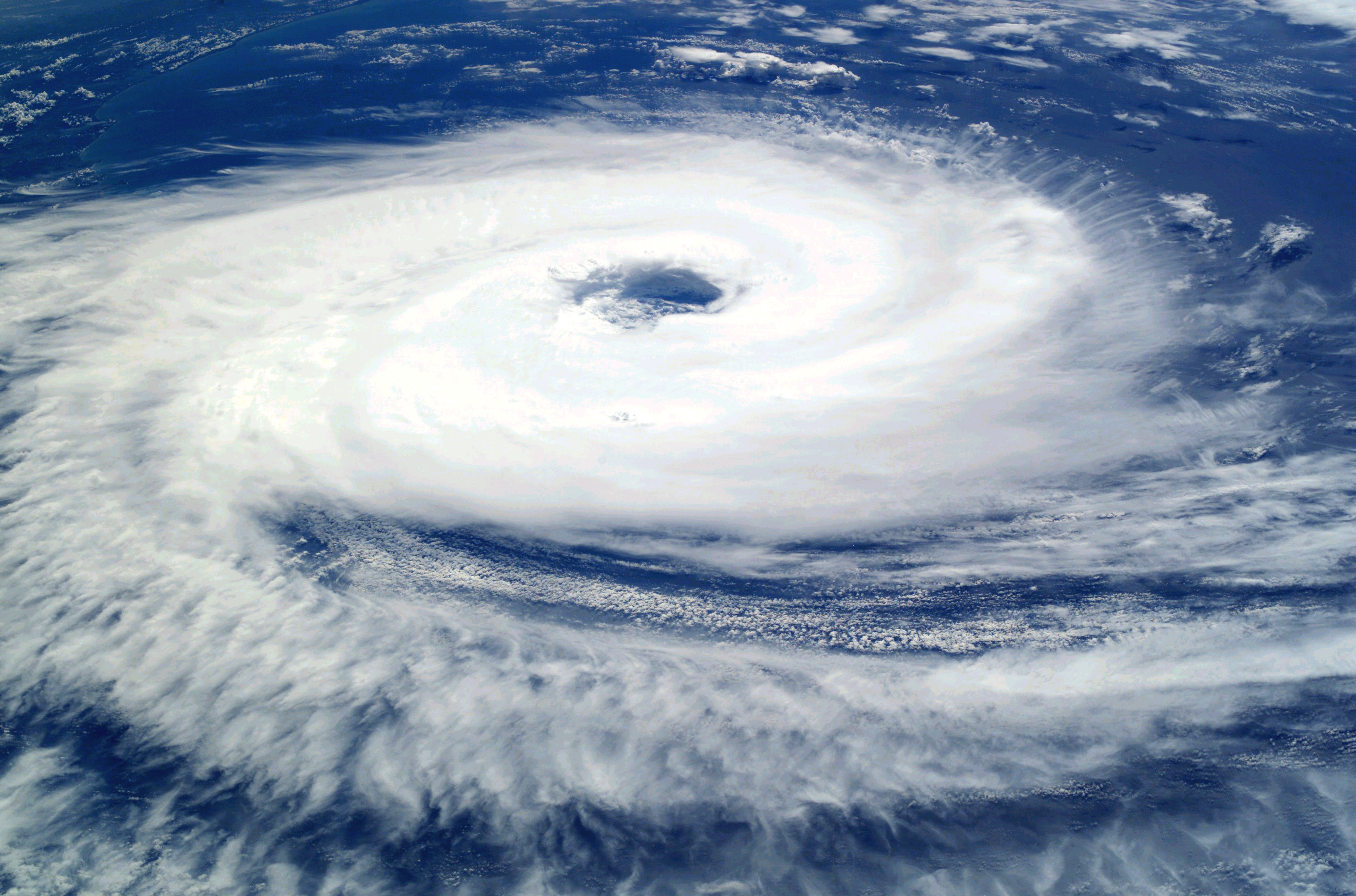
صورة توضح إعصارا استوائيا

الإعصَارُ الاستوائيّ، أو الإعصارُ المَدارِيّ أو عاصِفَة مداريَّة دُواميّة ويعرف أيضاً باسم النُّوَجة أو الهُرْكين، والهاركين (مُعرب) والهوريكين والأراقون هو عاصفة تتميز بمركز ضغط منخفض وعدد كبير من العواصف الرعدية التي تؤدي إلى رياح قوية دورانية وأمطار غزيرة وفيضانات.
الأعاصير الاستوائية تتعزز عندما يتبخر الماء الدافيء من المحيط فترتفع إلى أعلى في بهواء مشبع بالبخار. ومع زيادة ارتفاعها فهي تصل إلى طبقات هوائية باردة، مما يؤدي إلى تكاثف بخار الماء الموجود في الهواء الرطب. وتستمد الحرارة من خلال آلية مختلفة عن العواصف الهوجاء الأخرى مثل العواصف الأوروبية، والمنخفضات القطبية. السمة التي تصنف الأعاصير المدارية بمقارنتها بأنظمة الأعاصير الأخرى هي أن الأعاصير الاستوائية يكون مركزها أكثر دفئا من أطرافها على أي ارتفاع في الغلاف الجوي، وهي ظاهرة تعرف باسم عاصفة «القلب الحار».
مصطلح «المدارية» يشير إلى الأصل الجغرافي لهذا النوع، والتي تشكل على وجه الحصر تقريبا في المناطق المدارية من العالم، وتشكيلها في الكتل الهوائية البحرية الاستوائية. مصطلح «الإعصار» يشير إلى أن طبيعة هذه العواصف هي الأعاصير، ويكون دورانها ضد دوران عقارب الساعة في نصف الكرة الشمالي، وفي اتجاه دوران عقارب الساعة في نصف الكرة الجنوبي. الاتجاه المتعاكس للدوران هو نتيجة لقوة تأثير كوريوليس المتعلقة بدوران الأرض حول محورها وكذلك على موقعها وقوتها وظروف الطقس.
في حين أن الأعاصير المدارية يمكن أن تنتج رياح قوية للغاية قد تصل إلى نحو 200 كيلومتر في الساعة، وأمطارا غزيرة. كما أنها قادرة على تشكيل الأمواج العاتية والعواصف المدمرة وكذلك الأعاصير. لكنها تتشكل بوجود مساحات كبيرة من المياه الدافئة، وتفقد قوتها إذا ما وصلت إلى اليابسة بسبب الاحتكاك وزيادة فقدان سطح المحيط الدافئ كمصدر للطاقة. وهذا هو السبب في أن المناطق الساحلية يمكن أن تتلقى ضررا كبيرا من الأعاصير الاستوائية، بينما المناطق الداخلية هي آمنة نسبيا من تأثير الرياح القوية والأمطار الغزيرة. ومع ذلك، يمكن أن تنتج فيضانات كبيرة في المناطق الداخلية. وهذه العواصف يمكن أن تنتج فيضانات ساحلية واسعة تصل إلى مدى 40 كيلومترا (25 ميل) من الساحل. وعلى الرغم من أن أثرها على السكان من الممكن أن يكون مدمرا، تخفف الأعاصير المدارية أيضا من ظروف الجفاف. كما أنها تحمل الحرارة والطاقة بعيدا عن المناطق الاستوائية وتنقله باتجاه المناطق المعتدلة، مما يجعلها جزءا هاما من آلية الدوران في الغلاف الجوي العالمي. ونتيجة لذلك تساعد على الحفاظ على التوازن في طبقة التروبوسفير، والحفاظ على درجة حرارة مستقرة نسبيا ودافئة في جميع أنحاء العالم.
يُشار إلى الإعصار الاستوائي بأسماء مختلفة، اعتمادًا على موقعه وقوته، تشمل هوريكين، وتيفون، وعاصفة استوائية، وعاصفة إعصارية، ومنخفض استوائي، أو ببساطة إعصار (سايكلون). يعد الهوريكين إعصارًا استوائيًا يحدث في المحيط الأطلسي وشمال شرق المحيط الهادئ، ويحدث التيفون في شمال غرب المحيط الهادئ. يشار إلى العواصف المماثلة في جنوب المحيط الهادئ أو المحيط الهندي ببساطة باسم «الأعاصير الاستوائية» أو «العواصف الإعصارية الشديدة».
يتراوح قطر الأعاصير الاستوائية عادةً بين 100 و2,000 كم (60 و1,240 ميل). وتؤثر الأعاصير الاستوائية كل عام على مناطق مختلفة من العالم بما في ذلك ساحل الخليج في أمريكا الشمالية، وأستراليا، والهند وبنغلاديش.
تنتج الرياح الدوارة القوية للإعصار الاستوائي عن الحفاظ على الزخم الزاوي المكتسب بواسطة دوران الأرض إذ يتدفق الهواء إلى الداخل باتجاه محور الدوران. نتيجةً لذلك، نادرًا ما تتشكل أعاصير استوائية في حدود 5 درجات من خط الاستواء. فالأعاصير الاستوائية غير معروفة تقريبًا في جنوب المحيط الأطلسي بسبب رياح القص القوية المستمرة ونطاق التقارب بين المدارين الضعيف. وفي المقابل، يؤدي التيار النفاث الشرقي الأفريقي ومناطق عدم الاستقرار في الغلاف الجوي إلى حدوث أعاصير في المحيط الأطلسي والبحر الكاريبي، في حين يرجع سبب تكوّن الأعاصير بالقرب من أستراليا إلى الرياح الموسمية الآسيوية وحوض غرب المحيط الهادئ الدافئ.
قد تنجم الأضرار الساحلية عن الرياح القوية، والأمطار، والأمواج العالية (بسبب الرياح)، وعرام العواصف (بسبب الرياح وتغيرات الضغط الشديدة) وإمكانية تكاثر الأعاصير. تسحب الأعاصير الاستوائية الهواء من منطقة كبيرة وتركز محتوى الماء في ذلك الهواء (من رطوبة الغلاف الجوي والرطوبة المتبخرة من الماء) إلى هطول أمطار على مساحة أصغر بكثير. قد يتسبب هذا التجديد للهواء الحامل للرطوبة بعد المطر في هطول أمطار غزير يستمر لعدة ساعات أو عدة أيام ويصل حتى 40 كيلومترًا (25 ميلًا) من الساحل، متجاوزًا بكثير كمية المياه التي يحملها الغلاف الجوي المحلي في أي وقت. وهذا بدوره يمكن أن يؤدي إلى فيضانات الأنهار، وفيضانات برية، وإغراق هياكل التحكم في المياه المحلية عبر منطقة كبيرة. يمكن تكون آثار الإعاصير الاستوائية على السكان مدمرة، لكن قد تلعب الأعاصير الاستوائية دورًا في التخفيف من حدة ظروف الجفاف، رغم جدلية هذا الادعاء. وتحمل أيضًا الحرارة والطاقة بعيدًا عن المناطق الاستوائية وتنقلها نحو خطوط العرض المعتدلة، ما يلعب دورًا مهمًا في تنظيم المناخ العالمي.

رسم تخطيطي لإعصار استوائي في نصف الكرة الشمالي

## التكوين
تتطور الأعاصير الاستوائية عادةً خلال فصل الصيف، ولكن تلاحظ في كل شهر تقريبًا في معظم أحواض الأعاصير الاستوائية. تعدل دورات المناخ مثل تذبذب النينو الجنوبي وتذبذب مادن جوليان توقيت وتواتر تطور الأعاصير الاستوائية. يعود منشأ الأعاصير الاستوائية على جانبي خط الاستواء عمومًا إلى نطاق التقارب بين المدارين، حيث تهب الرياح إما من الشمال الشرقي أو الجنوب الشرقي. ضمن هذه المنطقة الواسعة من الضغط المنخفض، يسخن الهواء فوق المحيط الاستوائي الدافئ ويرتفع في طرود منفصلة، ما يتسبب في تكوين أمطار رعدية. تتبدد هذه الزخات المطرية بسرعة كبيرة؛ ولكن، قد تتجمع معًا في مجموعات كبيرة من العواصف الرعدية. يشكل هذا تدفقًا من الهواء الدافئ والرطب وسريع الارتفاع، والذي يبدأ بالدوران بشكل دائري بعد تفاعله مع دوران الأرض.
يلزم وجود عدة عوامل لتتطور هذه العواصف الرعدية بشكل أكبر، تشمل درجة حرارة تبلغ نحو 27 درجة مئوية (81 درجة فهرنهايت) لسطح البحر، ورياح قص عمودية منخفضة محيطة بالنظام، وعدم الاستقرار الجوي، ورطوبة عالية في المستويات الدنيا والمتوسطة من طبقة التروبوسفير، وتأثير كوريوليس كافي لتطوير مركز ضغط منخفض، وبؤرة أو اضطراب منخفض المستوى موجود مسبقًا. يوجد حد لشدة الأعاصير الاستوائية يرتبط ارتباطًا كبيرًا بدرجات حرارة المياه على طول مسارها. يتشكل ما معدله 86 من الأعاصير الاستوائية بشدة العواصف الاستوائية سنويًا في جميع أنحاء العالم. يصل 47 من هذه الأعاصير إلى قوة أعلى من 74 ميل في الساعة (119 كم/ساعة)، ويصبح 20 منها أعاصير استوائية شديدة (من شدة الدرجة الثالثة على مقياس سفير-سمبسون على الأقل).

## التأثيرات
تتسبب الأعاصير الاستوائية في البحر في حدوث أمواج كبيرة، وأمطار غزيرة، وفيضانات، ورياح شديدة، وتعطل الشحن الدولي وتحطم السفن أحيانًا. تثير الأعاصير الاستوائية المياه، تاركة وراءها أثر موجة هادئ، ما يجعل المنطقة أقل ملاءمة للأعاصير الاستوائية اللاحقة. على اليابسة، يمكن أن تتسبب الرياح القوية في إتلاف أو تدمير المركبات، والمباني، والجسور والأشياء الخارجية الأخرى، محولةً الحطام السائب إلى مقذوفات طائرة مميتة. يكون عرام العواصف عادةً، أو ارتفاع مستوى سطح البحر بسبب الإعصار، أسوأ تأثيرًا من الأعاصير الاستوائية التي تبلغ اليابسة، وقد تسبب تاريخيًا بـ90% من وفيات الأعاصير الاستوائية. يولد الدوران الواسع للإعصار الاستوائي الذي يبلغ اليابسة، ورياح القص العمودية في محيطه، أعاصير قمعية. يمكن أيضًا أن تتكاثر الأعاصير القمعية نتيجة لميزوفورتيس جدار العين، والتي تستمر حتى بلوغ اليابسة.
تسببت الأعاصير الاستوائية على مدى القرنين الماضيين في وفاة نحو 1.9 مليون شخص حول العالم. تؤدي مساحات المياه الراكدة الكبيرة الناجمة عن الفيضانات إلى الإصابة بعدوى، بالإضافة إلى مساهمتها في الأمراض التي ينقلها البعوض. ويزيد ازدحام الأشخاص الذين يتم إجلاؤهم في الملاجئ من خطر انتشار الأمراض. تعطل الأعاصير الاستوائية البنية التحتية بشكل كبير، مؤديةً إلى انقطاع التيار الكهربائي وتدمير الجسور وعرقلة جهود إعادة الإعمار. وسطيًا، تعاني الخلجان والسواحل الشرقية للولايات المتحدة الأمريكية من خسائر تبلغ قيمتها 5 مليارات دولار أمريكي تقريبًا (دولار عام 1995) بسبب أضرار الأعاصير سنويًا. تنتج معظم أضرار الأعاصير الاستوائية (83%) عن الأعاصير الشديدة من الدرجة الثالثة أو أعلى. ولكن، تمثل الأعاصير الاستوائية من الدرجة الثالثة أو أعلى خمس الأعاصير التي تصل إلى اليابسة كل عام فقط.
رغم أن الأعاصير تؤدي إلى خسائر فادحة في الأرواح والممتلكات الشخصية، لكنها قد تكون عوامل مهمة في أنظمة هطول الأمطار في أماكن تأثيرها، لأنها قد تؤدي إلى هطول أمطار تشتد الحاجة إليه في المناطق الجافة. قد يؤدي هطول الأمطار هذا أيضًا إلى التخفيف من ظروف الجفاف عن طريق استعادة رطوبة التربة، ولكن أشارت إحدى الدراسات التي ركزت على جنوب شرق الولايات المتحدة إلى أن الأعاصير الاستوائية لم تقدم انتعاشًا كبيرًا من الجفاف. تساعد الأعاصير الاستوائية أيضًا في الحفاظ على توازن الحرارة العالمي عن طريق نقل الهواء الاستوائي الدافئ الرطب إلى خطوط العرض الوسطى والمناطق القطبية، وعن طريق تنظيم الدورة الحرارة الملحية بفضل التيارات الصاعدة. قد يكون عرام العواصف والرياح الناتجة عن الأعاصير مدمرة للهياكل بشرية الصنع، ولكنها تثير أيضًا مياه مصبات الأنهار الساحلية، والتي تعتبر عادةً أماكن مهمة لتربية الأسماك. يحفز الدمار الذي تحدثه الأعاصير الاستوائية إعادة التعمير، ما يؤدي إلى زيادة كبيرة في قيمة الممتلكات المحلية.
عندما تندفع الأعاصير الاستوائية على الشاطئ من المحيط، يدخل الملح إلى العديد من مناطق المياه العذبة ويرفع مستويات الملوحة لدرجة عالية جدًا بحيث لا يمكن لبعض الموائل تحملها. يتمكن بعضها من التعامل مع الملح وإعادة تدويره إلى المحيط، في حين لا يتمكن بعضها الآخر من التخلص من المياه السطحية الإضافية بسرعة كافية، أو لا تملك مصدر مياه عذبة كبير كفايةً لاستبدال المياه المالحة. لهذا السبب، تموت بعض أنواع النباتات والكساء الخضري بسبب الملح الزائد. بالإضافة إلى ذلك، يمكن للأعاصير الاستوائية أن تحمل السموم والأحماض إلى الشاطئ عندما تصل إلى اليابسة. ويمكن أن تلتقط مياه الفيضان السموم من الانسكابات المختلفة وتلوث الأرض التي تمر عليها. تضر هذه السموم الناس والحيوانات في المنطقة، وكذلك البيئة من حولهم. ويمكن أن تؤدي مياه الفيضانات أيضًا إلى حدوث انسكابات نفطية.

## البنية الفيزيائية للإعصار الدوراني

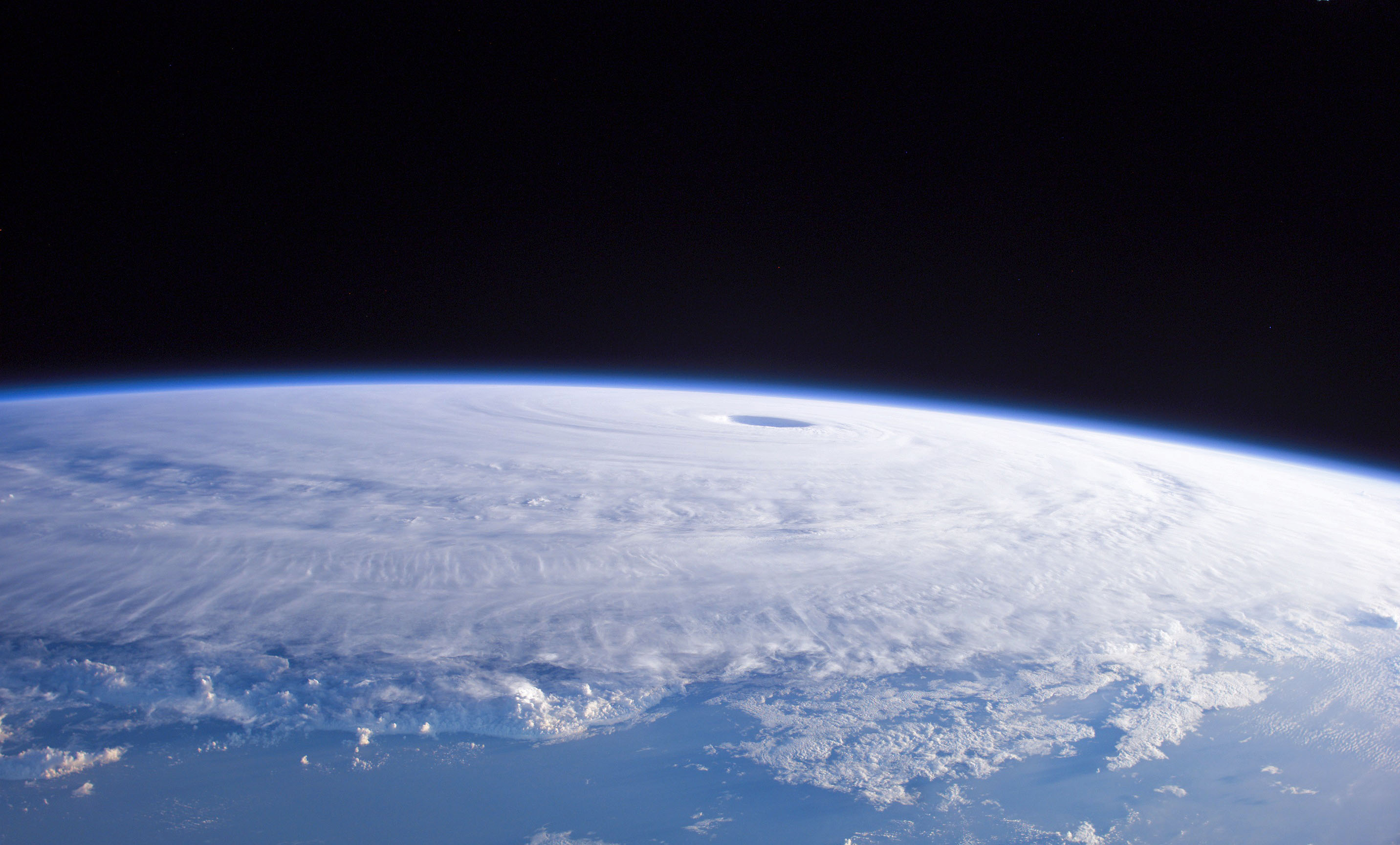
Typhoon Nabi as seen from the محطة الفضاء الدولية، on September 3, 2005.

يتكون الإعصار الاستوائي في منطقة من التروبوسفير يكون فيها الضغط الجوي منخفضا نسبيا، حيث تحدث أشد اختلال الضغط على ارتفاع بسيط قريب من الأرض. وتشير المشاهدات إلى أن أقل ضغط يسجل على الأرض يكون في مراكز الأعاصير الاستوائية التي تشاهد فوق سطح البحر.
علاوة على ذلك تكون البيئة بالقرب من مركز الإعصار الاستوائي أدفأ مما يحيطها على مختلف الارتفاعات. لذلك توصف بأنها أنظمة «القلب الساخن».

### حقل الريح
تتميز الرياح القريبة من سطح المحيط للإعصار الاستوائي بكونها رياح تدور بسرعة حول مركز دوران (يسمى عين الإعصار)، وتنزاح الرياح الدوارة في اتجاه الداخل إلى المركز. وقد يكون الهواء على حافة الإعصار الخارجية هادئا إلا أنه بسبب دوران الأرض حول محورها فيبدأ أيضا هذا الهواء في الدوران. وبتحرك الهواء نحو الداخل فيبدأ الدوران في عكس اتجاه دوران عقارب الساعة في نصف الكرة الأرضية الشمالي طبقا لقانون قانون انحفاظ عزم الدوران. وهذا يفسر أن اتجاه دوران الإعصارات الاستوائية يكون في اتجاه عقارب الساعة جنوب خط الاستواء في نصف الكرة الأرضية الجنوبي. ويبدأ الهواء يرتفع في المنطقة الداخلية من الإعصار إلى الطبقات الجوية العليا إلى التروبوسفير. وتنطبق تلك الحلقة الوسطية مع الحلقة هالداخلية لما يسمى «حوائط العين»، ويكون الريح عند الوسط أشد ما يكون، ولهذا يسمى «منطقة أشد الرياح». وعندما يرتفع الهواء ويبتعد عن مركز الإعصار فهو يكوّن منطقة وسطية خفيفة السحاب.
يتسبب كل هذا من العملية في نشأة حقل رياح تكون متناظرة في شكلها تقريبا: رياح بطيئة في الداخل عند المركز وتزداد سرعتها بتحركها إلى الخارج في اتجاه نصف القطر المميز لأقصى سرعة للرياح، وخارجا عنه فتبدأ سرعة الرياح تقل تدريجيا حتى حافة الإعصار.
ولكن حقل الريح يتأثر بالظروف الوضعية وتغير درجة الحرارة بسبب ما يدور من عمليات متناثرة من رعد وبرق وعدم استواء تدفق الهواء في الاتجاه الأفقي. وفي الاتجاه العمودي تكون الريح أشد ما يمكن بالقرب من السطح، وتقل سرعتها بالارتفاع في الجو نحو التربوبوسفير.

### عين الإعصار

Diagram of a Northern hemisphere hurricane.

عند مركز الإعصار الدوار الاستوائي ينخفض الهواء أكثر ما يصعد. وفي تلك المنطقة قد ينخفض الهواء إلى مستويات بحيث لا يتكون فيها سحاب، فتبدو عين الإعصار خالية من السحاب.
صافية. فيكون الطقس في عين الاعصار هادئا نسبيا وخاليا من السحب في حين أن يكون المحيط في غاية الهيجان.
وتكون عين الإعصار دائرية الشكل ويكون قطرها عادة نحو 65 كيلومتر، وقد يصل قطرها إلى 3 كيلومتر أو يكون زائدا باتساع 370 كيلومتر وهذا ما تدل عليه الأعاصير المشاهدة.
.
تتكون حول عين الإعصار ما يسمى «حوائط العين». وتنتشر حوائط العين نحو الخارج مع تزايد الارتفاع، ويصبح شكلها مماثلا لستاد لعب كرة القدم، ولهذا يسمى علماء الطقس تلك الظاهرة «بظاهرة استاد» stadium effect.
وتتكون حوائط عين الإعصار في المناطق التاي تزيد فيها سرعة الرياح، فيرتفع الهواء سريعا إلى أعلى، ويصل السحب إلى اتفاعات كبيرة فتتكثف وتشتد. ويكون أشد دمار يحدث على الأرض حينما تمر عين الإعصار فوق البسيطة.
وقد تختفي عين الإعصار عندما يكون الإعصار صغيرا خلف المنطقة المركزية ذات سحب رقيقة عالية، تحيطها مباشرة حلقة يشتد فيها البرق.
وقد يتغير شكل العين مع الوقت على دورات. وقد تتساقط الأمطار في الحيوز الخارجية ويشتد ضربات البرق في الحلقة الخارجية محاولة الانضمام إلى الداخل، وعلى الأخص في الإعاصير الاستوائية. وتتشكل حيوزات السحاب في الحلقة الخارجية محاولة الانضمام إلى الداخل مصحوبة بضربات البرق التي تنتقل نحو الداخل.
الإعصار الاستوائي يضعف مؤقتا. فتأتي حوائط العين من الخارج نحو الداخل عند نهاية الدورة وتستبدل العين الأصلية. عندئذ تشتد قوة الإعصار من جديد.